# Lilla boken om kristen tro
Lilla boken om kristen tro är en bok av Christer Hugo, publicerad av Verbum. Det är en faktabok om den kristna tron. 

## Bokens handling
Boken handlar om kristendomen. Man föds, åldras och till sist dör man. Däremellan hinner mycket hända och boken handlar till stor del om tron på Guds del i människornas liv.

## Bakgrund
Boken publicerades år 1992. Kring advent skickades boken ut till de flesta hushållen i Sverige, vilket var en satsning av Svenska kyrkan som ville upplysa människor om den kristna tron. Dessutom ville de uppmärksamma 400-årsminnet av Uppsala möte som ägde rum år 1593, då både kyrkan och staten avvisade katolicismen. En del av syftet med boken var att berätta om Jesus och sprida Bibelns budskap om frälsning för alla syndare. 

## Kritik
Boken har kritiserats eftersom den lämnar många sökande människors frågor om den kristna tron obesvarade. I bokens slutord påstås det att Svenska kyrkan inte har svar på alla frågor. 

### Fotnoter
1. ↑  Hugo, Christer. ”Lilla boken om kristen tro”. Lilla boken om kristen tro. Sverige: http://gammal.lbk.cc/biblicum/19931106.HTM. Arkiverad från originalet den 28 september 2013. https://web.archive.org/web/20130928044031/http://gammal.lbk.cc/biblicum/19931106.HTM. Läst 25 september 2013.  ”Kring adventstid förra året fick hushållen i Sverige var sitt exemplar av Lilla boken om kristen tro. Det var en storsatsning av Svenska kyrkan, som på detta sätt ville komma till tals med människor för samtal om kristen tro.”
2. ↑  Hugo, Christer. ”Lilla boken om kristen tro”. Lilla boken om kristen tro. Sverige: http://gammal.lbk.cc/biblicum/19931106.HTM. Arkiverad från originalet den 28 september 2013. https://web.archive.org/web/20130928044031/http://gammal.lbk.cc/biblicum/19931106.HTM. Läst 25 september 2013.  ”Inför 400-årsminnet av Uppsala möte 1593 (då kyrka och stat avvisade katolicismen!) ville man verkligen nå ut till svenska folket - nå ut till den allt överskuggande majoritet som endast formellt är medlemmar i folkkyrkan.”
3. ↑  Hugo, Christer. ”Lilla boken om kristen tro”. Lilla boken om kristen tro. Sverige: http://gammal.lbk.cc/biblicum/19931106.HTM. Arkiverad från originalet den 28 september 2013. https://web.archive.org/web/20130928044031/http://gammal.lbk.cc/biblicum/19931106.HTM. Läst 26 september 2013.  ”Att vilja nå ut med budskapet är självskrivet för en kyrka. Men frågan är då: med vilket budskap är det man skall nå människor? Det är givetvis med Kristi heliga evangelium, Bibelns budskap om frälsning för alla syndare. Men då måste det sägas, att den som söker biblisk substans och apostlarnas tro klart framställd för nutidsmänniskan, han/hon blir svårt besviken på Lilla boken.”
4. ↑  Hugo, Christer. ”Lilla boken om kristen tro”. Lilla boken om kristen tro. Sverige: http://gammal.lbk.cc/biblicum/19931106.HTM. Arkiverad från originalet den 28 september 2013. https://web.archive.org/web/20130928044031/http://gammal.lbk.cc/biblicum/19931106.HTM. Läst 26 september 2013.  ”Den tro som Svenska kyrkan framställer i Lilla boken lämnar sökande människor i sticket med sina frågor.”
5. ↑  Hugo, Christer. ”Lilla boken om kristen tro”. Lilla boken om kristen tro. Sverige: http://gammal.lbk.cc/biblicum/19931106.HTM. Arkiverad från originalet den 28 september 2013. https://web.archive.org/web/20130928044031/http://gammal.lbk.cc/biblicum/19931106.HTM. Läst 26 september 2013.  ”I Lilla bokens slutord sägs bl.a.: »Svenska kyrkan har inte svaret på alla frågor."”